# David Dobrik
David Julian Dobrik (/doʊbrɪk/; * 23. Juli 1996 in Košice, Slowakei) ist ein slowakischer Webvideoproduzent. Erste Bekanntheit erlangte er durch die Video-Sharing-Plattform Vine, bevor er ab Anfang 2015 auf seinem YouTube-Kanal kurze Videos postete. Seit Mitte 2015 postet Dobrik regelmäßig Vlogs auf seinem Kanal.

## Leben
Dobrik wurde am 23. Juli 1996 in Košice, Slowakei, geboren. Seine Familie zog nach Vernon Hills, Illinois, als Dobrik sechs Jahre alt war. Er besuchte die Vernon Hills High School, wo er Tennis spielte. Nach dem Abschluss der High School zog er nach Los Angeles, um seine Karriere auf Vine fortzusetzen.

## Karriere
Im Jahr 2013 lud Dobrik sein erstes Video auf Vine hoch. Bevor er seinen eigenen YouTube-Kanal startete, war Dobrik Teil der YouTube-Gruppe Second Class. Dobrik startete seinen selbstbetitelten YouTube-Kanal Ende 2014. Seit seiner Gründung sind die Videos auf diesem Kanal Comedy-Vlogs, die auf realen Situationen und semi-scripted Situationen basieren. Im August 2016 erstellt Dobrik seine zweite Kanal, David Dobrik Too, wo er Beiträge Videoausschnitte, welche es nicht auf den Hauptkanal schafften, veröffentlicht.
Im Dezember 2018 erreichte Dobrik mit seinem Hauptkanal 10 Millionen Abonnenten.
Im Dezember 2019 wurde Dobrik in YouTube Rewind 2019 mit 2,4 Milliarden Aufrufen als der fünftmeistgesehene Webvideoproduzent des Jahres auf der Plattform aufgelistet. Ebenfalls in diesem Monat wurde ein Video von Dobrik auf TikTok, das ein großes Elefantenzahnpasta-Experiment zeigt, mit 17,5 Millionen Likes und 180 Millionen Aufrufen zum Top-Viral-Video des Jahres 2019 auf der Plattform gekürt.
Im September 2021 unterzeichnete Dobrik einen Vertrag mit der Streaming-Plattform Discovery+ für eine Reiseserie mit dem Titel Discovering David Dobrik, die im November 2021 ausgestrahlt wurde.

## Privatleben
Dobrik hat drei Geschwister mit den Namen Ester, Sara und Toby. Als slowakischer Staatsbürger, der als Kind in die Vereinigten Staaten kam und illegal blieb, ist Dobrik gemäß DACA vor Abschiebung geschützt. Dobrik erklärte in einem Interview im Dezember 2018, dass er fließend Slowakisch spricht.
Von Ende 2015 bis Anfang 2018 datete Dobrik die YouTube-Persönlichkeit Liza Koshy. Sie gaben ihre Trennung im Juni 2018 bekannt. Am 15. Mai 2019 heiratete Dobrik rechtmäßig die 52 Jahre ältere Lorraine Nash, die Mutter seines Freundes Jason Nash, zu komödiantischen Zwecken für einen seiner Vlogs. Am 22. November 2019 gab Dobrik über Instagram die Einreichung der Scheidung bekannt.

## Kontroversen

### Anschuldigungen wegen sexueller Übergriffe
Im Februar 2021 beschuldigte Seth Francois, ein ehemaliger Freund, Dobrik der sexuellen Nötigung, nachdem er dazu verleitet wurde, Jason Nash mit verbundenen Augen zu küssen. Francois gab an, er habe sich auch "unter Druck gesetzt gefühlt, an Videos teilzunehmen, die kulturell unsensibel wirkten". Der ehemalige Freund Nik Keswani beschuldigte Dobrik des Mobbings und gab an, dies sei der Grund gewesen, warum er die Gruppe 2018 verlassen habe.
Am 16. März 2021 berichtete Kat Tenbarge von Business Insider, dass eine Frau während der Dreharbeiten zu einem Vlog aus dem Jahr 2018 von dem damaligen Vlog-Squad-Mitglied Dom Zeglaitis vergewaltigt wurde, als sie betrunken und nicht einwilligungsfähig war. Am selben Tag veröffentlichte Dobrik ein kurzes Video mit dem Titel "Let's talk", in dem er einige der jüngsten Kontroversen im Zusammenhang mit ihm ansprach, insbesondere in Bezug auf ehemalige Mitglieder des Vlog Squads. Er ging nicht speziell auf die Anschuldigungen gegen Zeglaitis vom Vortag ein. Nach den Anschuldigungen verlor Dobrik zahlreiche Sponsoren und Fans. Am 26. März 2021 wurde berichtet, dass YouTube die Kanäle von Dobrik und Zeglaitis wegen des Vorfalls vorübergehend demonetarisiert hatte, da sie gegen die Richtlinien zur Verantwortung von Urhebern verstießen. Nach einer dreimonatigen Pause begann Dobrik im Juli 2021 wieder mit der Veröffentlichung von Videos und im Dezember 2021 war sein Kanal, gemessen an den Aufrufen pro Video, wieder auf Platz 20 der größten Kanäle der Welt aufgestiegen.

### Rechtsstreit mit Jeff Wittek
Im April 2021 veröffentlichte Vlog-Squad-Mitglied Jeff Wittek auf seinem YouTube-Kanal einen Dokumentarfilm mit dem Titel "Don't Try This at Home", in dem er die Umstände eines Unfalls im Juni 2020 erläuterte, bei dem sich Wittek den Schädel und das Gesicht brach und eine größere Operation benötigte. Der Vorfall ereignete sich während eines Videodrehs für Dobriks Comeback-Vlog, als der Vlog-Squad in einem flachen See Wakeboarding betrieb und dabei von Dobrik mit einem Bagger gezogen wurde. Witteks Dokumentarfilm enthält ein Video, das zeigt, wie Corinna Kopf, die ebenfalls Mitglied der Vlog Squad ist, sich von der Leine schwingt, aber das Gleichgewicht verliert und beinahe stürzt, woraufhin sie ihm vorwirft, "es zu weit getrieben zu haben". Als Wittek an der Reihe war, schwang Dobrik ihn höher als alle anderen und hielt dann plötzlich an. Der Schwung, mit dem Wittek weiterschwang, führte dazu, dass er gegen den Bagger prallte und in den flachen See fiel, während er noch am Seil hing.
Wittek hat Dobrik inzwischen auf 10 Millionen Dollar Schadensersatz wegen „allgemeiner Fahrlässigkeit und vorsätzlicher unerlaubter Handlung“ verklagt. Im Juni 2024 dauerte der Rechtsstreit noch an.